# Neoscona cheesmanae
Neoscona cheesmanae là một loài nhện trong họ Araneidae.
Loài này thuộc chi Neoscona. Neoscona cheesmanae được Lucien Berland miêu tả năm 1938.